# 西武巨蛋

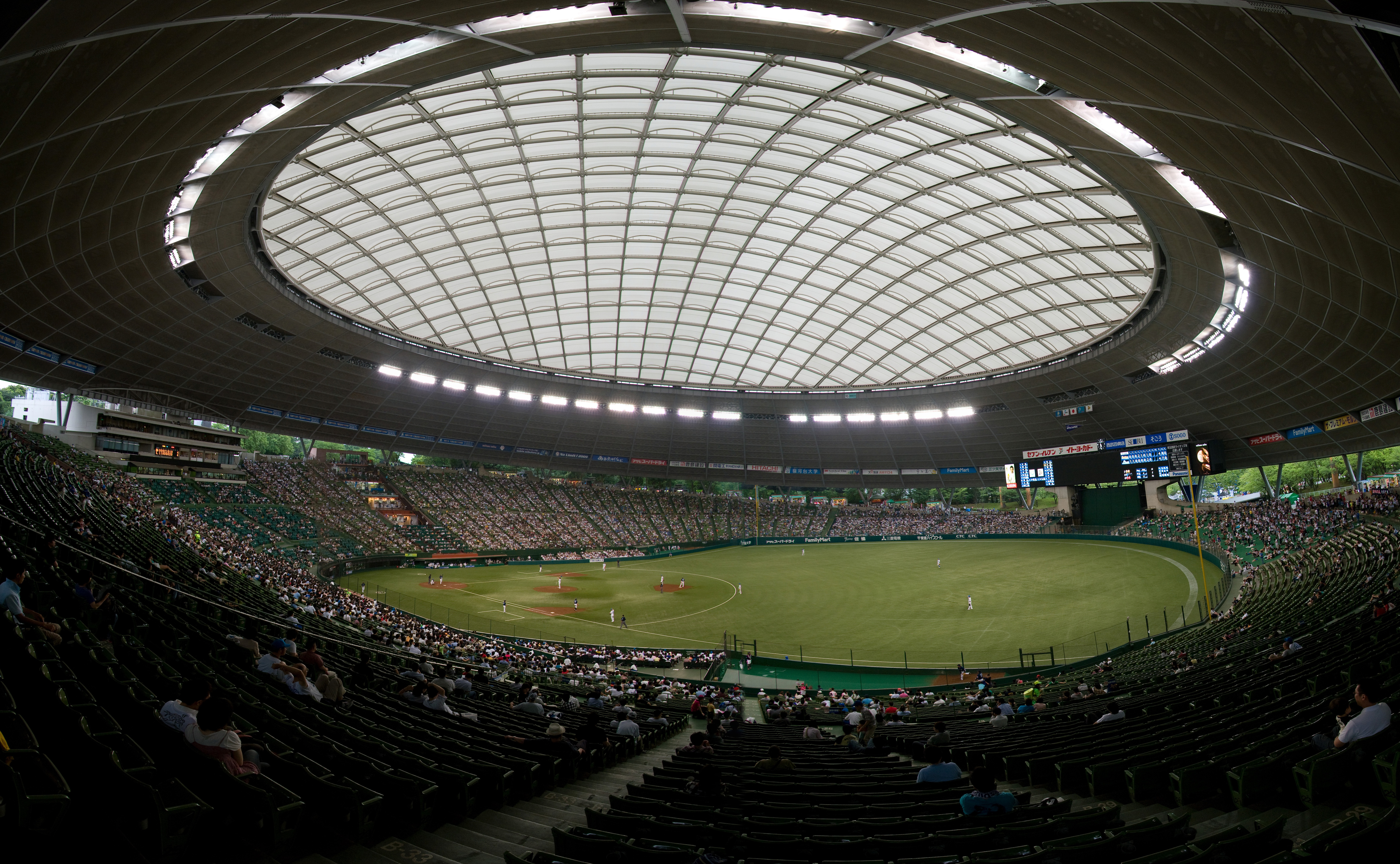
巨蛋內部景觀

西武巨蛋（日语：／ Seibu Domu */?）是位於日本關東地方埼玉縣所澤市的巨蛋式棒球場，由西武集團興建營運，同時亦是日本職棒西武獅隊的主場所在。2022年起由Belluna取得冠名權，稱為「Belluna巨蛋」（日語：ベルーナドーム）。除了棒球比賽，還可供其他體育賽事及演唱會等活動使用。
西武巨蛋亦為日本6座巨蛋其中之一，其他5者為東京巨蛋、福岡巨蛋、札幌巨蛋、名古屋巨蛋、大阪巨蛋。

## 結構
西武巨蛋於1979年落成時並無屋頂，當時被稱為西武獅球場（西武ライオンズ球場）。後來屋頂在1997年與1998年分成2階段完工，於是在1998年日本職棒球季開始前改稱為現名。屋頂採半開放式設計，最外部並沒有架設牆壁，因此內部空間沒有與外界完全隔離，也使其成為一座「可以擊出場外全壘打的巨蛋球場」。
球場內部由於為半開放式空間且未裝設空調，導致場內有夏季高溫與冬季低溫滯留的問題。

## 歷年演唱會
近年演唱會演出團體：
- 桃色幸運草Z（2012年、2013年、2016年、2019年、2022年）近年最高演出數團體☆
- Mr.Children（1995年、2012年）
- AKB48（2011年）
- 乃木坂46（2015年）
- 偶像大師（2015年）
- BIGBANG（2013年）
- Aqours（2017年、2018年、2019年、2022、2025年）
- 偶像大師 灰姑娘女孩（2018年、2022年）
- 虹咲學園學園偶像同好會（2021年）
- BanG Dream! (2022年11月12日)
- Liella!（2023年）
- Super Junior（2023年3月18日、19日）
- One Ok Rock（2023年4月22日、23日）
- SEVENTEEN（2023年11月23日、24日）

## 交通
- 西武鐵道狹山線、山口線 西武球场前站

## 外部連結
- （日語）西武巨蛋 （页面存档备份，存于）